# Languenan
Languenan (bret. Langenan) – miejscowość i gmina we Francji, w regionie Bretania, w departamencie Côtes-d’Armor.
Według danych na rok 1990 gminę zamieszkiwało 811 osób, a gęstość zaludnienia wynosiła 51 osób/km² (wśród 1269 gmin Bretanii Languenan plasuje się na 657. miejscu pod względem liczby ludności, natomiast pod względem powierzchni na miejscu 628.).